# Biskupice (distrito de Prostějov)
Biskupice es una población del Distrito de Prostějov,  Región de Olomouc en la República Checa y tiene cerca de 260 habitantes.